# 110297 Yellowriver
110297 Yellowriver este un asteroid din centura principală de asteroizi.

## Descriere
110297 Yellowriver este un asteroid din centura principală de asteroizi. A fost descoperit pe 25 septembrie 2001 la Observatorul Desert Eagle de William Kwong Yu Yeung. Asteroidul prezintă o orbită caracterizată de o semiaxă mare de 3,20 ua, o excentricitate de 0,19 și o înclinație de 0,7° în raport cu ecliptica.